# Andreas Silbermann
Andreas Silbermann (ur. 16 maja 1678 w Kleinbobritzsch, zm. 16 marca 1734 w Strasburgu) – niemiecki organmistrz. W latach 1707–34 wybudował 34 instrumenty.
Budowy organów uczył się prawdopodobnie m.in. u Eugenio Caspariniego w Görlitz.
W 1699 wyjechał do Strasburga. Założył warsztat organowy; uczył tam m.in. młodszego brata – Gottfrieda. W 1702 uzyskał status obywatela Strasburga. W 1704 wyjechał do Paryża, gdzie poznał kompozytora Louisa Marchanda i uczył się u Pierre-François Deslandesa, ucznia paryskiego budowniczego organów François Thierry’ego. W 1706 wrócił do Strasburga.

## Dzieła
Wybrane organy piszczałkowe zbudowane przez Andreasa Silbermanna:
| Miejsce                                       | Państwo    | Rok  | Ilustracja | Głosy | Manuały | Źródła      | Uwagi                                                        |
| --------------------------------------------- | ---------- | ---- | ---------- | ----- | ------- | ----------- | ------------------------------------------------------------ |
| Kościół opacki w Marmoutier                   | Francja    | 1710 |            | 20    | 2       | [ 1 ] [ 3 ] |                                                              |
| Katedra w Bazylei                             | Szwajcaria | 1711 |            |       |         | [ 1 ]       | Przeniesione do kościoła św. Marcina w Bazylei i rozbudowane |
| Kościół św. Piotra w Bazylei                  | Szwajcaria | 1712 |            | 26    | 3       | [ 1 ] [ 4 ] |                                                              |
| Katedra Najświętszej Marii Panny w Strasburgu | Francja    | 1716 |            | 39    | 3       | [ 1 ] [ 5 ] | Później znacznie przebudowane                                |
| Kościół opacki w Ebersmünster                 | Francja    | 1732 |            | 31    | 3       | [ 1 ] [ 6 ] |                                                              |
| Kościół św. św. Piotra i Pawła w Rosheim      | Francja    | 1733 |            | 25    | 3       | [ 1 ] [ 7 ] |                                                              |